# Сталинская премия за выдающиеся изобретения и коренные усовершенствования методов производственной работы (1954)

## 1954
- Духов, Николай Леонидович, конструктор тяжёлых танков
- Курчатов, Игорь Васильевич, организатор и руководитель работ по ядерной физике
- Лесечко, Михаил Авксентьевич, советский партийный и государственный деятель
- Лифшиц, Евгений Михайлович, физик-теоретик
- Миллионщиков, Михаил Дмитриевич, ядерный энергетик
- Понтекорво, Бруно Максимович, — за работу по физике пионов
- Самарский, Александр Андреевич (вторая степень), физик